# Izhorski-Fiat
L'automitrailleuse FIAT-Izhorski est un véhicule particulier. Il est construit sur un châssis Fiat, fabriqué dans l'usine de la filiale américaine du constructeur italien, implantée à Poughkeepsie, New York depuis 1910, avec un blindage et un armement fabriqué en Russie par la société Izhorski dans son usine de Petrograd au milieu de l'année 1916. Le premier exemplaire prototype a été livré le 2 décembre 1916.

## Histoire
Selon les archives du ministère russe de la Marine, le gouvernement du Tsar a attribué un contrat, pour la fourniture de 90 châssis, à la filiale américaine de la société italienne FIAT, le 21 février 1916. Les châssis motorisés ont été livrés progressivement à partir de l'automne 1916 et les ateliers de Izhorski les ont équipés du blindage et de l'armement prévu. Le premier exemplaire prototype a été présenté le 2 décembre 1916. Les premiers essais ont été effectués entre le 3 et le 16 décembre. Des ateliers Izhorski, 47 véhicules ont été fabriqués sur le premier lot de 51 châssis, de janvier 1917 (avant la révolution) jusqu'au 1er avril 1918. Sur ce total, 41 furent utilisés par les Russes, puis les bolcheviks, un exemplaire fut envoyé en Belgique, 8 aux Légions britanniques en Russie et une à Adolphe Kégresse pour une conversion en half-track, le véhicule qui ne sera jamais terminé.
Selon d'autres sources, 74 ou même 81 exemplaires ont été réellement construits en tout, dont 45 produits après la Révolution (comme mentionné dans l'ouvrage "Unités Blindées de la Guerre Civile Russe" Bullock, Sarson).

### Le FIAT-Armstrong-Whitworth
Le véhicule blindé FIAT-Izhorski ne doit pas être confondu avec une série de 41 véhicules blindés FIAT-Armstrong Withworth également construits sur le même châssis motorisé Fiat américain, en 1915.
Les FIAT-Armstrong-Whitworth ont été entièrement fabriqués en Grande-Bretagne. En fait, certaines sources font état que les 10 premiers véhicules blindés Armstrong-Whitworth auraient été construits sur un châssis Jarrot-Letts et qu'entre 1915 et 1916, 31 blindés FIAT-Armstrong-Whitworth ont été construits sur des châssis FIAT. Il est vrai que les premiers châssis étaient un peu différents des FIAT-Izhorski, malgré une certaine ressemblance.
Les deux modèles reprenaient en fait le concept du Lancia 1Z, lancé l'année précédente.

## Conception
Le véhicule blindé FIAT-Izhorski était un modèle relativement classique pour l'époque, avec une coque en acier rivetée. Les parties verticales avaient une épaisseur de 7 mm et les parties horizontales de 4–5 mm. Le châssis Fiat V.I. était dérivé de celui un camion 4×2, avec un moteur Fiat 12PS protégé par deux plaques fixées à l'avant dans un V, afin de laisser circuler l'air dans l'espace triangulaire créé avec le radiateur. Le véhicule disposait d'une cabine protégée pour le conducteur et le copilote, les mitrailleurs se tenant juste derrière dans des tourelles. L'accès s'opérait par de petites portes latérales situées presque directement sur les garde-boue arrière. Le compartiment central comportait un renflement destiné à permettre aux deux tourelles (la tourelle gauche était légèrement en avant) de tourner sans se bloquer l'une l'autre. Chacune avait une petite trappe sur le dessus et des vues périscopiques pour l'observation lors du tir. Elles abritaient chacun une mitrailleuse Maxim refroidie par liquide, protégée par des couvercles à fente. Les supports ont été spécifiquement modifiés pour permettre 80° d'élévation, pour une utilisation en lutte antiaérienne, une caractéristique rare pour les mitrailleuses de cette époque.
Le véhicule embarquait 5 membres d'équipage, comprenant le conducteur, copilote (officier), deux mitrailleurs et un chargeur/mécanicien. Le châssis était propulsé par un robuste moteur à essence Fiat développant 72 ch, qui atteignait une vitesse maximale de 70 km/h. Il pesait 5,3 tonnes au combat, ce qui donne un rapport puissance-poids de 13,58 ch par tonne. Les performances à travers le pays étaient moyennes, principalement en raison de la traction avec les essieux suspendus par des ressorts à lames et des roues à rayons, plus adaptés aux surfaces plates et dures.

## Utilisation
Comme beaucoup de véhicules blindés russes de l'armée du Tsar, les FIAT-Izhorsky ont fini entre les mains de plusieurs opérateurs pendant la guerre, la guerre civile et les suites. Les modèles de 1917 n'ont été utilisés que brièvement par l'armée du Tsar jusqu'aux événements d'octobre. Capturés par les Bolcheviks, ils ont surtout servi avec l'« Armée rouge » pendant la guerre civile russe, tandis que quelques-uns ont été capturés par des Russes « blancs ». Au moins deux d'entre eux sont tombés aux mains de l'armée allemande en Ukraine, et servirent plus tard à rétablir l'ordre à Berlin avec les Freikorps. Mercedes-Benz s'en est largement inspiré pour construire le "Löttchen". Au moins un FIAT-Armstrong-Whitworth a été retrouvé chez les Finlandais bolcheviques et récupéré par l'armée finlandaise. La Lituanie, l'Estonie et la Lettonie en avaient au moins un exemplaire chacun en service actif, tandis que la Pologne en a capturé deux au cours de la guerre de 1919-1920.
Le seul véhicule "survivant" aujourd'hui est exposé au Musée de l'Armée à Moscou.